# Atarot

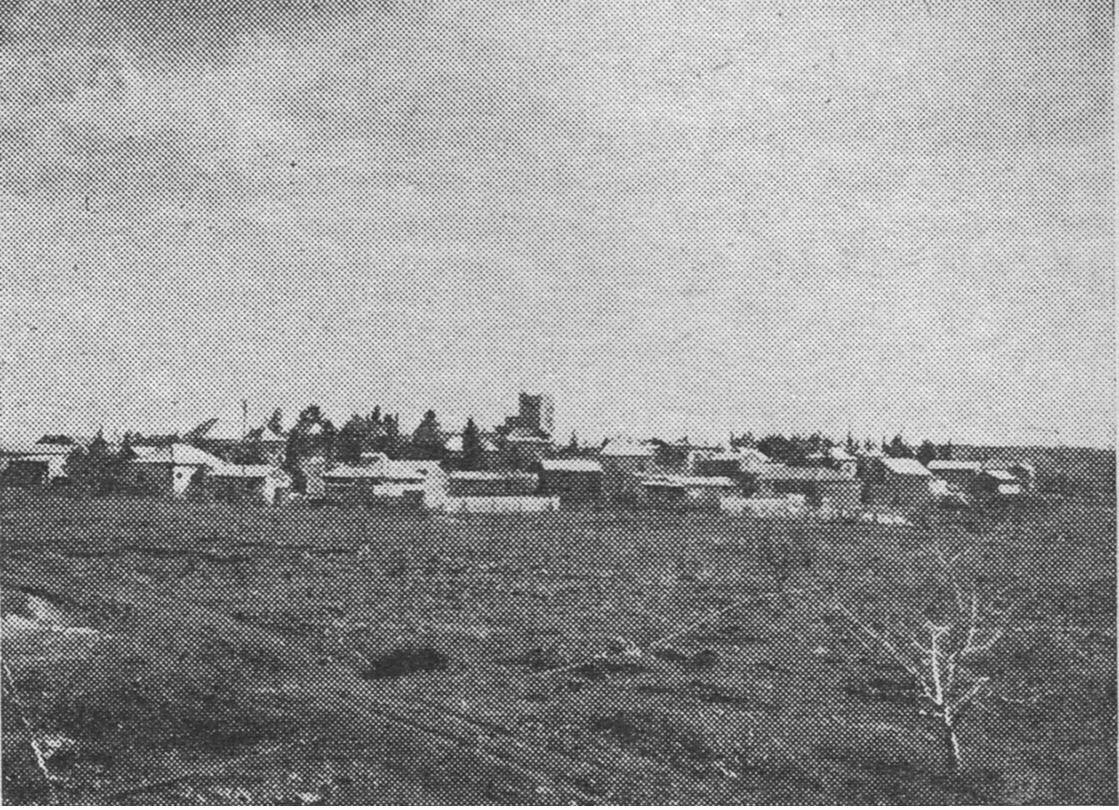
Původní židovská vesnice Atarot na snímku z roku 1944.

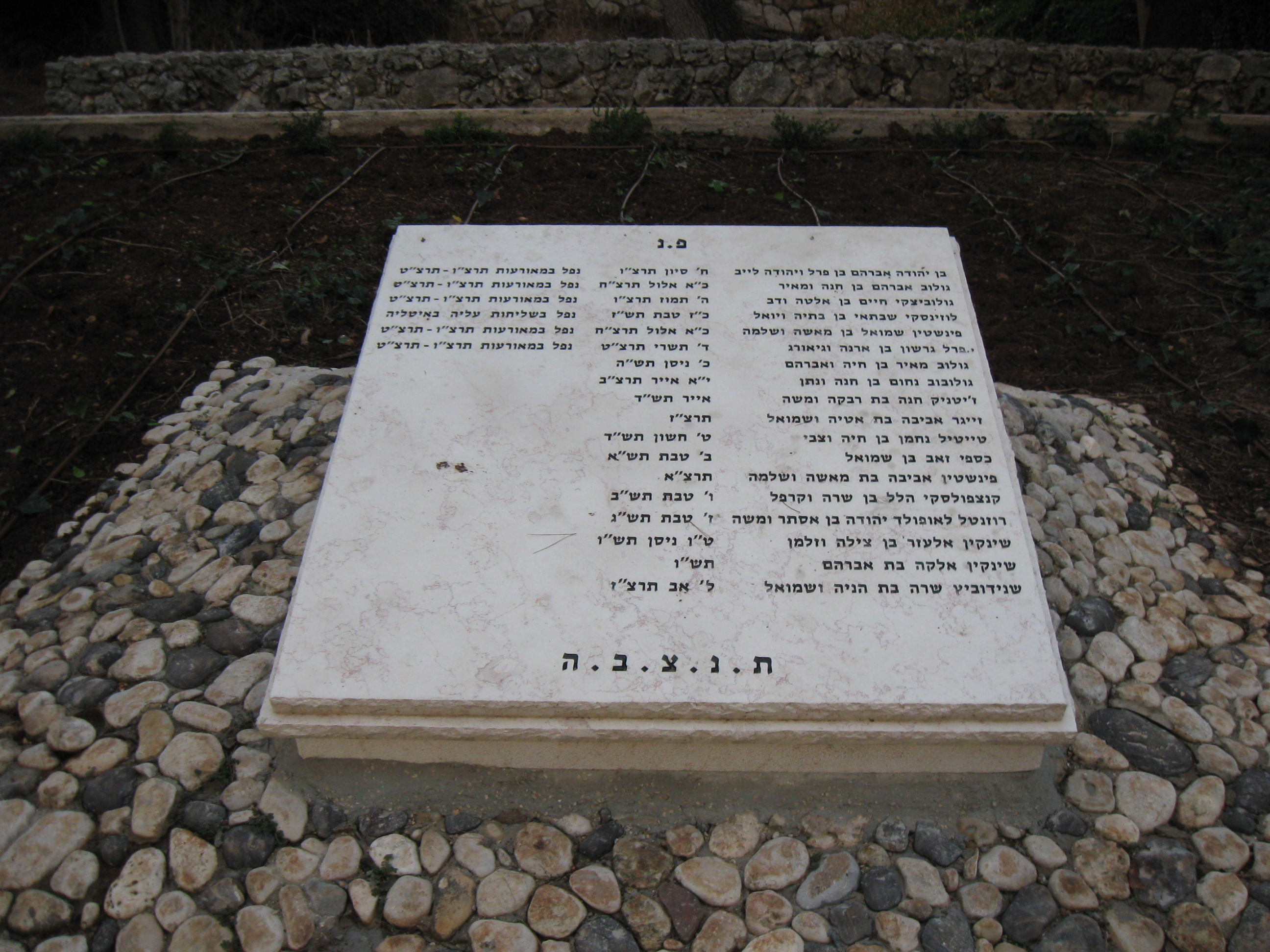
Atarot, hřbitov v blízkosti Letiště Atarot.

Atarot (hebrejsky עטרות, doslova Koruna) je židovská čtvrť a průmyslová zóna v severní části Jeruzaléma v Izraeli, ležící ve Východním Jeruzalému, tedy v části města, která byla okupována Izraelem v roce 1967 a začleněna do hranic Jeruzaléma.

## Geografie
Leží v nadmořské výšce přes 750 metrů, cca 9 kilometrů severně od Starého Města. Na jihu s ní sousedí lidnatá židovská arabská čtvrť Bejt Chanina. Na východ a sever od čtvrti byla počátkem 21. století vedena Izraelská bezpečnostní bariéra, která od ní oddělila některá arabská sídla ležící vně hranic Jeruzaléma (zejména lidnatou obec al-Ram na východě odtud. Západně od Atarotu leží arabská obec Bir Nabala, na severozápadě pak arabská Kalandia s utečenským táborem. Atarot je situován na vyvýšené planině, ze které k jihu vychází vádí Nachal Atarot. Čtvrt se nachází v nejsevernějším výběžku hranic Jeruzaléma a s centrem města je dopravně spojena pomocí dálnice číslo 60 a nového dálničního obchvatu (silnice číslo 404, Sderot Menachem Begin).

## Dějiny
V roce 1912 byly vykoupeny zdejší pozemky do židovského vlastnictví a převzal je Židovský národní fond. V roce 1914 se zde usadila skupina mladých lidí, kteří začali připravovat kamenitý terén na zemědělské využití. Jedním z těchto osadníků byl i pozdější izraelský premiér Levi Eškol. Když ale vypukla první světová válka, byla lokalita opuštěna. Osadníci se sem vrátili roku 1922. O pár let později zde byla zřízena družstevní osada typu mošav. Soustřeďovala se na mléčnou výrobu, jejímiž produkty zásobovala Jeruzalém. Ve 40. letech 20. století tu žilo cca 150 lidí.
Během první arabsko-izraelské války v roce 1948 byla osada odříznuta od Jeruzaléma a vystavena útokům. Osadníci se proto rozhodli pro evakuaci. Část z nich se ještě dočasně pokoušela podpořit obranu nedaleké a rovněž obléhané židovské vesnice Neve Ja'akov, ale i ona byla opuštěna. Na základě dohod o příměří z roku 1949 byla lokalita začleněna do teritoria pod kontrolou Jordánska a osada byla zničena. Bývalí osadníci z Atarotu se pak usadili v centrálním Izraeli východně od Tel Avivu v osadě Bnej Atarot.
V roce 1967 bylo židovské osídlení na místě Atarotu obnoveno, ale nevznikla tu obytná čtvrť nýbrž průmyslová zóna. V současnosti se rozkládá na ploše cca 1500 dunamů (1,5 kilometru čtverečního), sídlí tu přes 180 firem a zóna nabízí 4500 pracovních míst. Jde o největší průmyslovou zónu v Jeruzalému. Prochází rozšířením. Severně od zóny se nachází Mezinárodní letiště Jeruzalém (též zváno letiště Atarot), které je kvůli zhoršení bezpečnosti od dob druhé intifády zavřeno.